# Région du Haut Ghana oriental

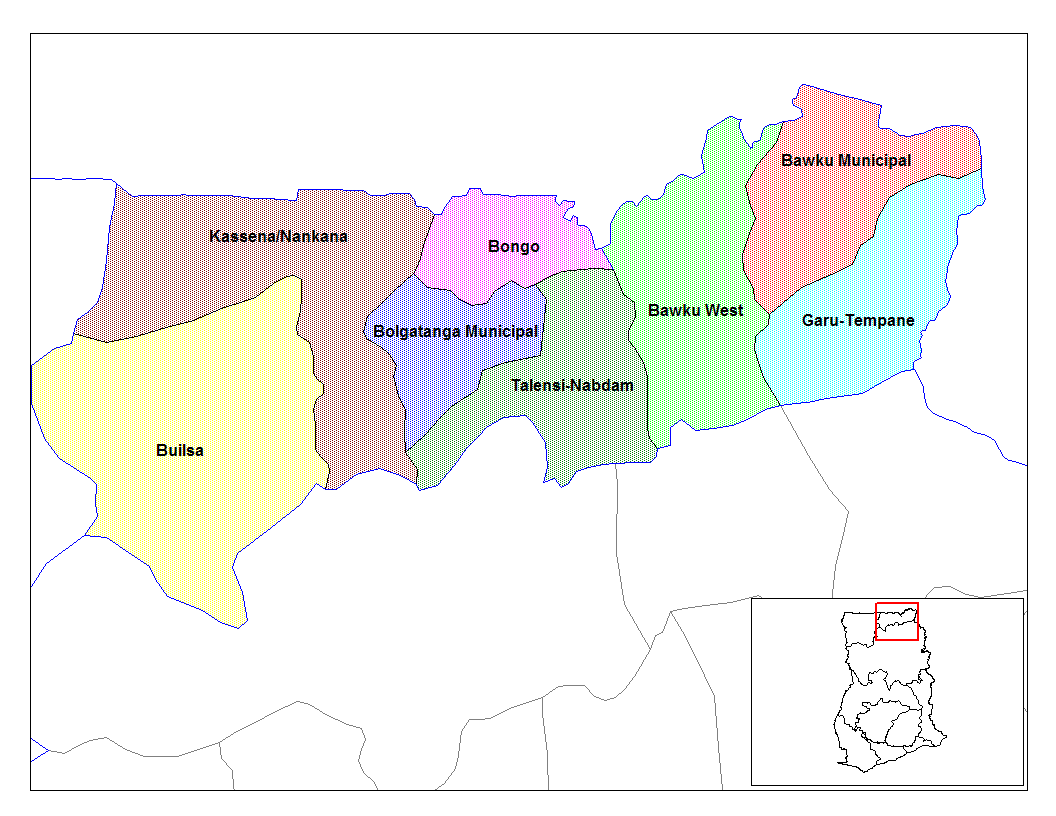
Les districts constitifs de la région

La région du Haut Ghana oriental est l'une des dix régions du Ghana.

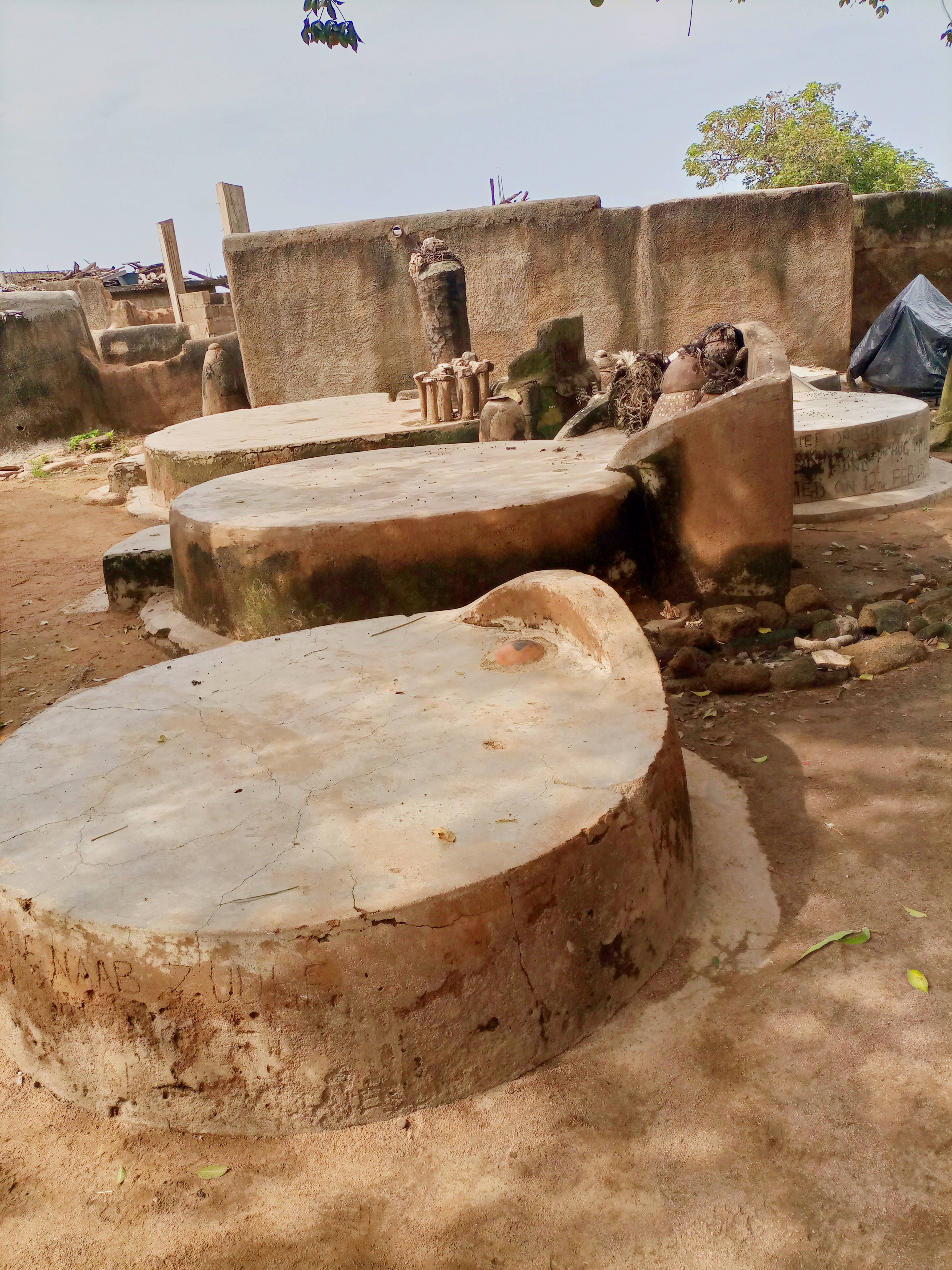
Le cimetière des anciens chefs à Tenzuk dans le Haut Ghana oriental. Septembre 2021.
Petits dieux dans le cimetière des anciens à Tengzuk dans le Haut Ghana oriental. Septembre 2021.
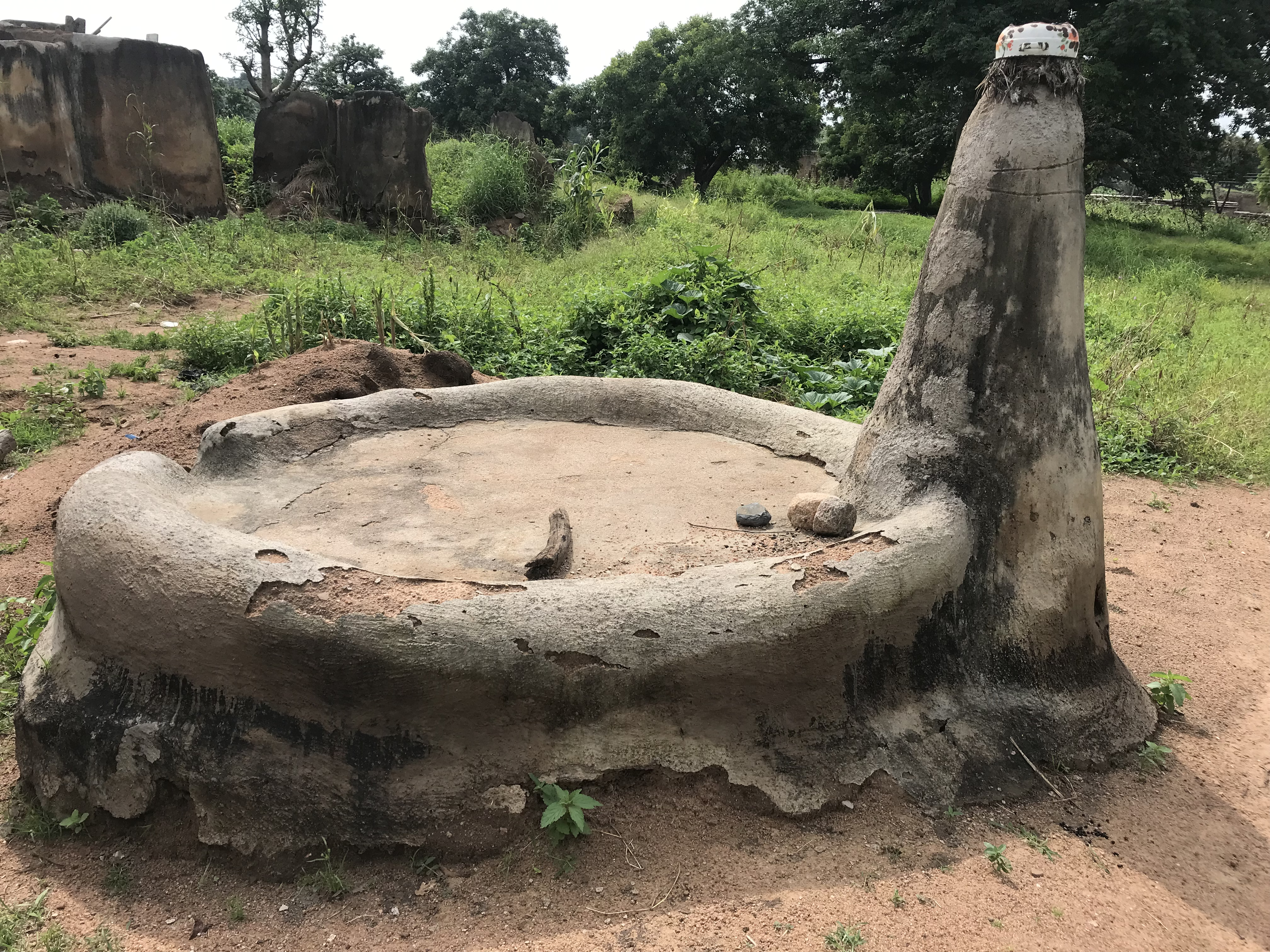
Un lieu sacré dans les monts Tongo, région du Haut Ghana Oriental. Septembre 2021.

## Géographie

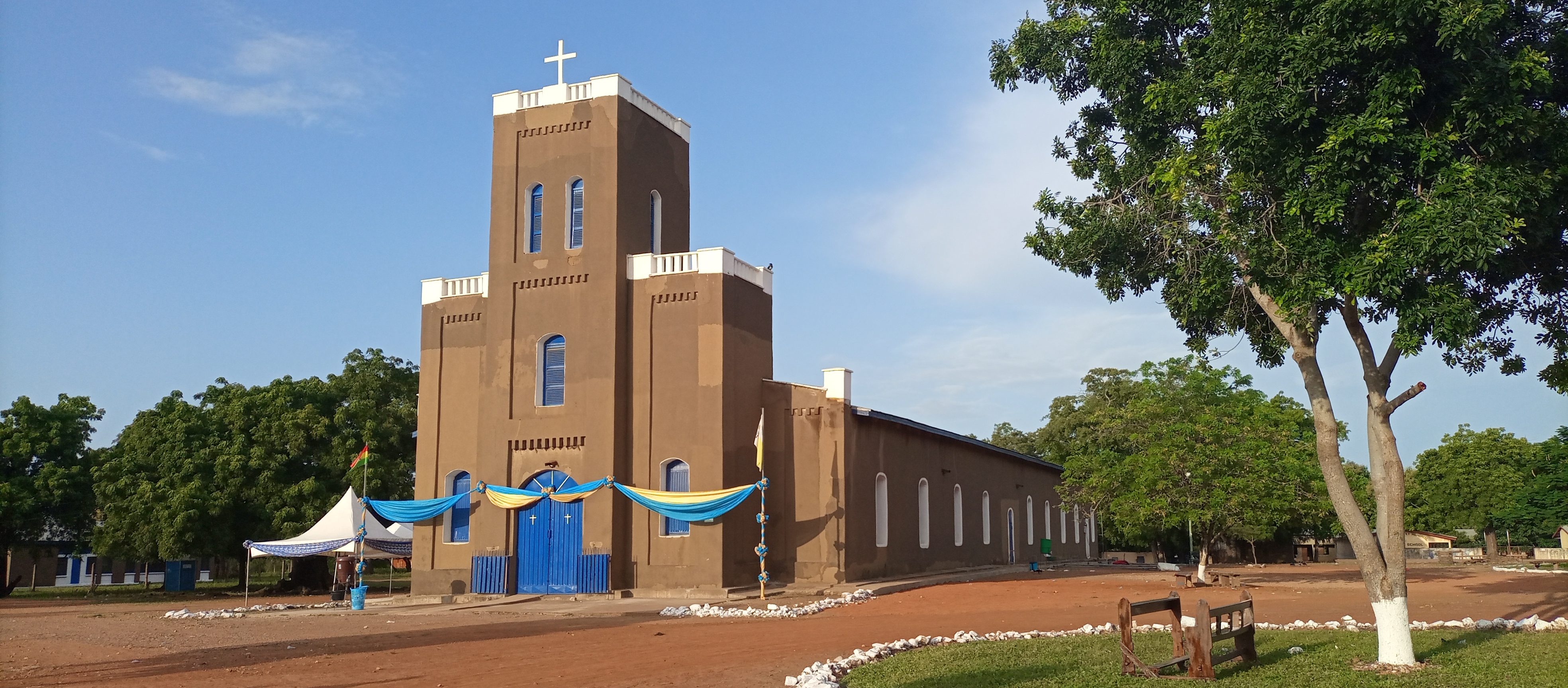
La cathédrale des sept douleurs à navrongo dans la Région du Haut Ghana oriental. Septembre 2021.

La région du Haut Ghana oriental se situe au nord-est du pays. Il est jouxté par la région du Nord au sud et la région du Haut Ghana occidental à l'ouest. Il a une frontière avec le Burkina Faso au nord et le Togo à l'est.

La région du Haut Ghana oriental compte 9 districts :
- Bawku
- Bawku ouest
- Bolgatanga
- Bongo
- Builsa
- Garu-Tempane
- Kassena-Nankana ouest
- Kassena-Nankana
- Talensi-Nabdam